# Telamona dubiosa
Telamona dubiosa är en insektsart som beskrevs av Van Duzee. Telamona dubiosa ingår i släktet Telamona och familjen hornstritar. Inga underarter finns listade i Catalogue of Life.